# Mé-Zóchi
Mé-Zóchi é um distrito da ilha de São Tomé, em São Tomé e Príncipe. A sua sede é na vila de Trindade. Tem cerca de 45 mil habitantes e 122 km².

## Histórico da população
- 1940 18.854 (30,4% da população nacional)
- 1950 18.568 (30,0% da população nacional)
- 1960 20.758 (31,7% da população nacional)
- 1970 20.697 (27,9% da população nacional)
- 1981 24.435 (25,1% da população nacional)
- 1991 29.433 (25,3% da população nacional)
- 2001 35.258 (25,5% da população nacional)
- 2012 44.763 (25% da população nacional)[2]

## Aldeias
- Água Creola
- Água Gunu
- Alice
- Almas
- Batepá
- Blublu
- Bobo Foro
- Bombom
- Caixão Grande
- Caminho Novo
- Cruzeiro
- Folha Fede
- Monte Café
- Plateau
- Piedade
- Praia Melão
- Quinta da Graça
- Santa Cruz
- Trindade (capital)

### Bairros
- Abade
- Àgua Dago
- Aguãs Belas
- Amélia
- Belmonte
- Bemposta
- Benfica
- Boa Novo
- Bombaim
- Bom Sucesso
- Campo Grande
- Canga
- Chamiço
- Claudina
- Favorita
- Filipina
- Formosa
- Galo Canto
- Java
- Laura
- Lemos
- Rio Lima
- Madalena
- Margão
- May
- Milagrosa
- Monta Alegre
- Monte Macaco
- Mongo
- Mulembu
- Nova Celão
- Nova Moça
- Novo Destino
- Pedra Maria
- Prado
- Queluz
- (Vitória) Quilemba
- Quinta das Flores
- Roça Nova
- Rodia
- Santa Clara
- Santa Elvira
- Santa Fé
- Santa Luísa
- Santa Margarida
- Santy
- São Carlos
- São Januário
- São João
- São José
- São José de Mé-Zóchi
- São Luís
- São Nicolau
- Saudade
- Tras-os-Montes
- Uba Budo
- Uba Flor
- Vale Formoso
- Vanguarda
- Vista Alegre
- Zampalma
- Zampalma Velha

## Economia
A indústria agro-pecuária predomina no distrito de Mé Zóchi e garante a maior parte da produção agrícola nacional, destacando-se a
produção de café e cacau, que constituem os principais produtos de exportação do país. Segundo o Instituto Nacional de Estatística, concentram-se neste distrito 26,28 % dos agricultores de São Tomé e Príncipe.

## Desporte
Es clubes de futebol de districto incluindo-se  Agrosport, Bairros Unidos, Inter Bom-Bom e Porto de Folha Fede.

## Pessoas notáveis
- Almada Negreiros, pintora e artista
- Francisco Fortunato Pires, membro de Assembleia Nacional (1994-2002)
- Filipe Santo, cantor

|              | Norte: Água Grande e Lobata |                         |
| Oeste: Lembá | Mé-Zóchi                    | Leste: Oceano Atlântico |
|              | Sul: Cantagalo              |                         |